# Лазука, Евгений Викторович
Евгений Викторович Лазука (бел. Яўгеній Віктаравіч Лазука; азерб. Yevgeniy Viktoroviç Lazuka; род. 19 апреля 1989, Солигорск, Минская область) — белорусский и азербайджанский  пловец, мастер спорта международного класса, участник чемпионатов мира и Европы, а также летних Олимпийских игр 2008 года в Пекине и Олимпийских игр 2012 года в Лондоне, чемпион мира среди юниоров 2006 года в плавании на 50 м баттерфляем.